# Gustav Schäfer (wioślarz)
Gustav August Schäfer (ur. 22 września 1906 w Johanngeorgenstadt, zm. 10 grudnia 1991 w Monachium) – niemiecki wioślarz, złoty medalista olimpijski.
Wystąpił na igrzyskach olimpijskich w Berlinie w 1936, gdzie zwyciężył w jedynce. W wyścigu finałowym o 3,7 sekundy wyprzedził Austriaka Josefa Hasenöhrla i o 6,5 sekundy Dana Barrowa z USA. Był to jego jedyny start olimpijski.
W tej samej konkurencji zdobył ponadto złoty medal na mistrzostwach Europy w Lucernie (1934).
Walczył na froncie wschodnim w trakcie II wojny światowej. Został pojmany przez wojsko radzieckie, w niewoli przebywał do 1947 roku. W 1988 został odznaczony Orderem Zasługi Republiki Federalnej Niemiec przez prezydenta Richarda von Weizsäckera.